# Agnolotti

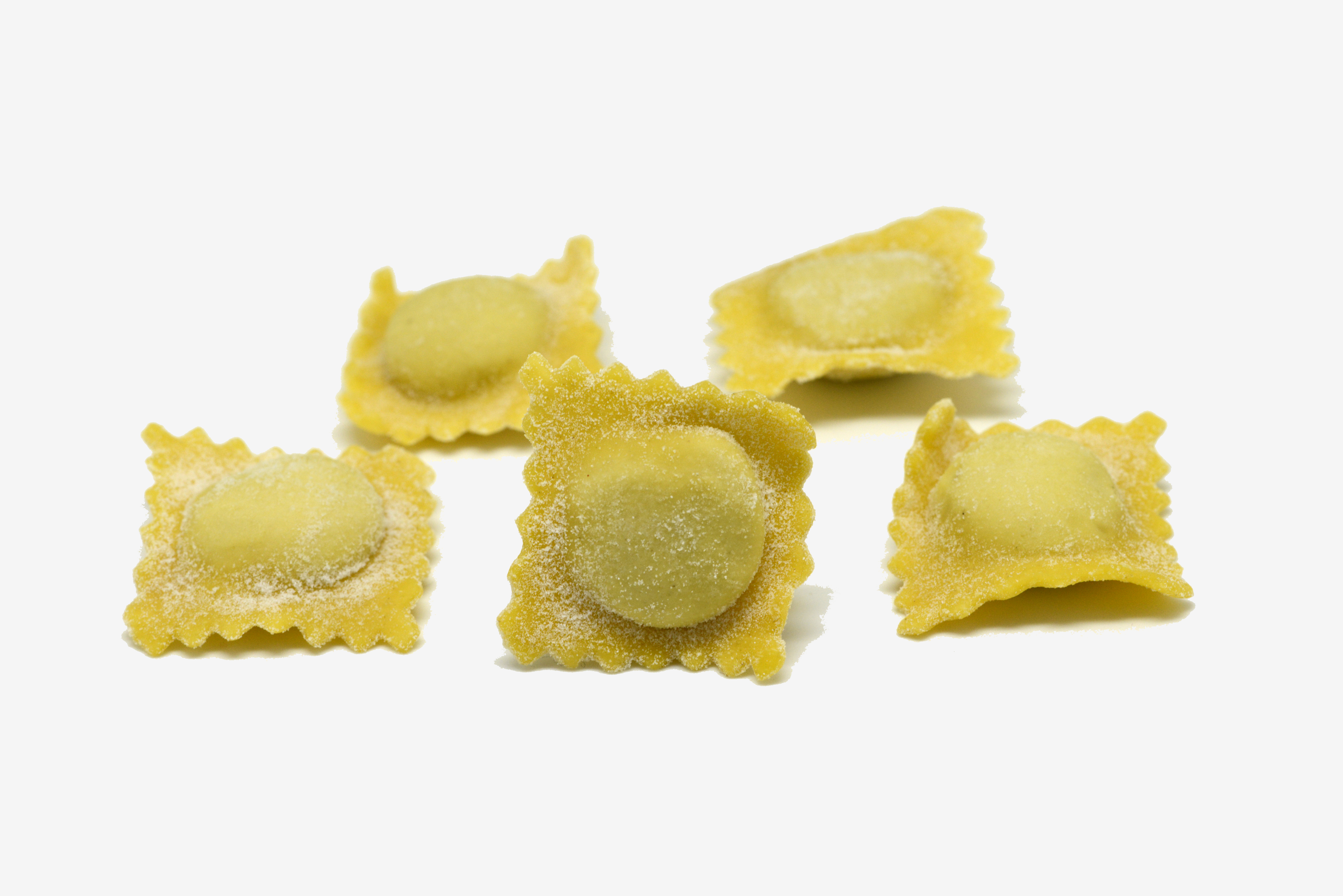
Agnolotti

Agnolotti sind eine italienische Pastasorte, und zwar gefüllte Teigtäschchen aus der Region Piemont.
Die Agnolotti werden im Unterschied zu Ravioli oder Tortelloni aus nur einem Teigstreifen gemacht. Dazu wird ein Nudelteig in Bahnen ausgerollt und die Füllung in kleinen Portionen darauf verteilt. Dann wird die zweite Hälfte darübergeklappt. Die viereckigen Täschchen werden dann wie bei anderen gefüllten Sorten mit einem Backrädchen geschnitten und in Salzwasser gekocht. Die Varianten der Füllungen sind vielfältig, basieren aber meist auf geschmortem oder gebratenem Fleisch.